# اندي اوكيس
اندي اوكيس (بالإنجليزية: Andy Oakes)‏ (11 يناير 1977 في المملكة المتحدة - ) هو لاعب كرة قدم بريطاني في مركز حراسة المرمى. لعب مع بورت فايل وبولتون واندررز وديربي كاونتي وسوانزي سيتي وماكليسفيلد تاون ونادي والسول وهال سيتي وWinsford United F.C. ‏ ودارلينجتون إف سى.

## وصلات خارجية
- اندي اوكيس على موقع قاعدة بيانات كرة القدم.إي يو (الإنجليزية)
- اندي اوكيس على موقع Soccerbase.com (لاعب) (الإنجليزية)
- اندي اوكيس على موقع عالم كرة القدم.نت (الإنجليزية)